# Карапчов (Вижницкий район)
Карапчо́в (укр. Карапчів) — село в Вашковецкой городской общине Вижницкого района Черновицкой области Украины.
Население по переписи 2001 года составляло 2158 человек. Телефонный код — 3730. Код КОАТУУ — 7320583001.